# Сахарина большая
Сахарина большая (лат. Saccharina latissima) — вид бурых водорослей из рода Saccharina. До сих пор широко используется прежнее название Ламинария сахаристая, так как ранее вид относился к роду Ламинария (Laminaria).
Под названием «морская капуста» используется в пищу. В ряде стран культивируется.

## Ботаническое описание

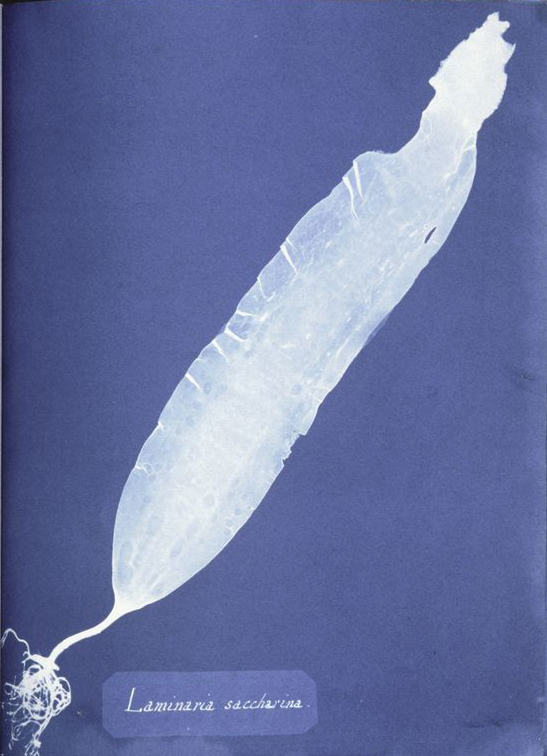
Гербарный экземпляр ламинарии сахаристой. Цианотипная копия

Таллом ламинарии паренхиматозный (тканевый), уровень его дифференцировки один из самых высоких среди водорослей:53. Форма таллома — лентообразная, гладкая или сетчато-морщинистая, пластины от 1 до 13 м в длину, в нижней части переходит в цилиндрический или сдавленно-цилиндрический стволик диаметром до 3—4 см и длиной от 1 см до 1 м и более. Нарастание пластинки происходит в зоне её примыкания к стволику.
Таллом ламинарии сахаристой прикрепляется к каменистому грунту сильно развитыми нитевидными образованиями — ризоидами.
Края пластин бывают ровными или волнистыми, иногда снабжёнными двумя рядами пузыревидных вздутий.

## Ареал
Распростанена у берегов Северо-Западной Европы, в Белом, Баренцевом морях. Один из наиболее массовых видов рода Ламинария в северной части Атлантического океана.

## Размножение

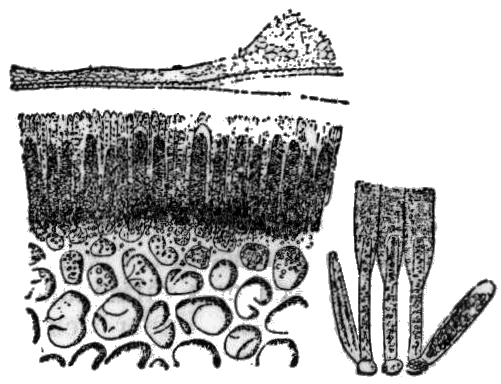
Срез края пластинки ламинарии. Видны спорангии с формирующимися зооспорами

Жизненный цикл ламинарии гетероморфный. Мейотические спорангии одногнёздные, расположены по краю пластинки. После выхода зооспор из спорангиев пластины слоевища разрушаются, на следующий год из сохранившихся стволиков развиваются новые пластины. Зооспоры дают начало микроскопическим нитчатым гаметофитам. Гаметофиты двудомные; мужские гаметофиты образуют в каждом антеридии по единственному спермию, женские — единственную яйцеклетку в каждом оогонии. Основной известный половой феромон — ламоксерон:133. Зигота развивается в спорофит. Спорофит быстро растет и дифференцируется:237. В начале своего развития молодой спорофит остается прикрепленным к краю оогония. Питательных веществ от женского гаметофита он не получает, но у оплодотворённой яйцеклетки, оторвавшейся от оогония, нарушаются процессы дифференцировки, нормальный таллом развиться не может и через некоторое время погибает.

## Химический состав растения
Ламинария сахаристая содержит иод (2,7—3 %), большая часть которого находится в виде иодитов (солей иодистой кислоты) (40—90 %), а также в виде иодорганических соединений (дийодтирозин и другие).

## Классификация
Ранее вид включался в состав рода ламинария под названием Laminaria saccharina. Однако анализ генетического материала, проведённый К. Лейном и соавторами, показал, что представители рода образуют две группы, связанные лишь отдалённым родством. В результате этого исследования в 2006 году часть видов была выделена в самостоятельный род Saccharina. При этом бывшая Laminaria saccharina поменяла не только родовое, но и видовое название, чтобы избежать тавтологии, запрещённой Международным кодексом ботанической номенклатуры. Новый видовой эпитет был позаимствован из названия U. latissima, опубликованного К. Линнеем в 1753 году и ныне относимого к тому же виду.

## Использование
Благодаря содержанию йода порошок ламинарии сахаристой применяется в медицине для лечения и профилактики атеросклероза и зоба.
Из мелко перемолотых и высушенных водорослей ламинарии сахаристой получаются отличные фильтры для улавливания тяжёлых металлов. При очистке промышленных сточных вод они действуют гораздо эффективнее, чем традиционный активированный уголь.
Возможно получение биоэтанола и биогаза. Из тонны водорослей, содержащих воду, получается 50 литров этанола или 20 м³ биогаза.